# Opactwo św. Pawła w Wisques
Opactwo św. Pawła w Wisques – męski klasztor benedyktyński w Wisques, we Francji, ufundowany w 1889 roku. Sprawuje się tam liturgię w nadzwyczajnej formie rytu rzymskiego. Należy do Kongregacji Solesmeńskiej.

## Historia
Klasztor został założony w 1889 roku, kiedy mnisi benedyktyńscy z klasztoru w Solesmes przybyli do Wisques, aby posługiwać jako kapelani w żeńskim klasztorze Matki Bożej, należącym do tej samej Kongregacji.
Na skutek antykościelnego ustawodawstwa z 1901 roku, wspólnota została zmuszona do opuszczenia Francji. Osiedlili się w Holandii, gdzie założyli klasztor św. Pawła w Oosterhout. Mnisi powrócili do Francji w 1920 roku. Podczas II Wojny Światowej część zakonników uwięziono, aż do 1945 roku.
W 2009 roku, po śmierci opata, przełożony opactwa św. Piotra w Solesmes, powołał administratora dla klasztoru, który na skutek kryzysu powołań zagrożony był zamknięciem. Postanowiono klasztor oddać mnichom z klasztoru w Fontgombault, którzy przybyli tu w 2013 roku. Pociągnęło to za sobą zmianę liturgii w klasztorze na przedsoborową, charakterystyczną dla tamtejszych mnichów i ich fundacji. 
Klasztor ponownie usamodzielnił się w 2016 roku, kiedy opatem mianowano ojca Philippe'a de Montauzan.

## Opaci i administratorzy klasztoru
- Dom Jean de Puniet (1910 – 1928)
- Dom Augustin Savaton (1928 – 1960)
- Dom Jean Gaillard (1960 – 1985)
- Dom Gérard Lafond (1985 – 2005)
- Dom Jacques Lubrez (2005 – 2009)
  - Dom Armand Sauvaget[3] (2009 – 2013)
  - Dom Jean Pateau[4] (2013 – 2016)
- Dom Philippe de Montauzan (od 2016)